# Ôte-toi de mon soleil
Pour plus de détails, voir Fiche technique et Distribution.
Ôte-toi de mon soleil est un film français réalisé par Marc Jolivet, sorti en 1984.

## Fiche technique
- Titre : Ôte-toi de mon soleil
- Autre titre : Diogène
- Réalisation : Marc Jolivet
- Scénario : Marc Jolivet
- Photographie : Pierre Boffety, Daniel Leterrier et Élisabeth Prouvost
- Montage : Bernard Uzan
- Musique : François Berléand, Patrick Minod, Pierre Chérèze et Danny Darras
- Son : Patrick Minod
- Société de production : Biofilm
- Société de distribution : Columbia Pictures, Warner Bros.
- Pays d’origine :  France
- Langue : français
- Format : Couleur
- Genre ; drame
- Durée : 75 minutes
- Dates de sortie : 
  - France, 16 mai 1984

## Distribution
- Marc Jolivet : Marc Thomas
- Sylvie Koechlin : Sylvie
- Hubert Saint-Macary : Hubert
- Patricia Carrière : Patricia
- Patrick Zeyen : Antisthène
- François Berléand : Socrate
- Brigitte Chamarande : l'antiquaire
- Véronique Chobaz : Véronique
- Martin Terrier : Martin
- Jacques Thébault

## Distinctions

### Sélections
- 1984 : Festival de Cannes (Perspectives du cinéma français)[1]